# ستار فايتر
فريق ستار فايتر، (بالإنجليزية: Starfighters Inc)‏. هي منظمة مدنية تستخدم إف-104 ستارفايتر لاختبارات وعقود محاكاة الطيران.